# Manuel Martínez Fontes
Manuel Martínez Fontes fue un diplomático argentino con importante actuación en el Ministerio de Relaciones Exteriores de la Confederación Argentina y, posteriormente, en la comunidad de Paraná.

## Biografía
Manuel Martínez Fontes nació en Buenos Aires el 30 de noviembre de 1829, hijo del coronel Nicolás Martínez Fontes y de Pascuala Gadea.
Fue comisario de revista de la escuadra y organizador del telégrafo de banderas con la rada exterior del puerto de Buenos Aires, pero pronto se dedicó a las actividades diplomáticas.
En 1847, durante el Bloqueo anglo-francés del Río de la Plata, actuó como correo del gabinete cerca de los enviados extranjeros Alexandre Florian Joseph Colonna, conde de Waleski, y John Hubart Caradoc, Lord Howden.
Tras la caída de Juan Manuel de Rosas, pasó al igual que su familia al servicio de la Confederación Argentina. Fue nombrado oficial primero del Ministerio de Relaciones Exteriores del gobierno de Paraná y tuvo a su cargo inmediato el archivo y la oficina especial de datos.
Colaboró en la redacción de los tratados de libre navegación de los ríos celebrados con naciones extranjeras y desempeñó las funciones de Subsecretario de Relaciones Exteriores en septiembre de 1861. Intervino luego en la campaña de Pavón y tomó parte de la conferencia de Las Piedras a bordo del vapor HMS Oberon, con la presencia de los ministros de Inglaterra, Francia y Perú, que intentó mediar para evitar la batalla.
Participó de los primeros esfuerzos destinados a la colonización de la campaña de Santa Fe y en los trabajos iniciales del ferrocarril de Rosario a Córdoba.
Recibió despachos de sargento mayor asignado al mando militar de Paraná en circunstancias graves para la provincia. Fue jefe de policía de esa ciudad entre 1861 y 1870, uno de los fundadores de la Sociedad Protectora de la Enseñanza (1867), miembro fundador y director de la Biblioteca Popular del Paraná, miembro de la comisión de la provincia de Entre Ríos para la organización del primer censo nacional en 1869, presidente de su Municipalidad en 1875 y 1878, vicepresidente de la comisión para la Exposición de Filadelfia, presidente de la Comisión Directiva de la Exposición General de Entre Ríos de 1887 y miembro de la Comisión Nacional de Inmigración.
Colaboró en varios periódicos de la época, entre ellos La Prensa de Buenos Aires y El Paraná que fundó y dirigió.
Por su actuación en los tratados entre la Confederación Argentina y Prusia fue condecorado por esta última nación con la Cruz del Águila Roja. Brasil por su parte le otorgó la Orden de la Rosa por su participación en los tratados y en la conferencia con el ministro José María da Silva Paranhos de 1857 sobre navegación.
Falleció en Paraná el 3 de septiembre de 1889. Estaba casado con Teresa González del Solar, hija del español Andrés Gerónimo González Del Solar Gutiérrez y la uruguaya Margarita Anastasia del Carmen Puente Ceballos, afincados en Paraná. Su mujer era hermana de Carolina, casada con José Hernández, autor del Martín Fierro.